# Dasyuris transaureus
Dasyuris transaureus är en fjärilsart som beskrevs av Gordon J. Howes 1912. Dasyuris transaureus ingår i släktet Dasyuris och familjen mätare. Inga underarter finns listade i Catalogue of Life.